# Daniel J. Evans
Pour les articles homonymes, voir Evans et Daniel Evans.
Daniel Jackson Evans, né le 16 octobre 1925 à Seattle et mort le 20 septembre 2024 dans la même ville, est un homme politique américain de l'État de Washington. Membre du Parti républicain, il est gouverneur de Washington de 1965 à 1977 et membre du Sénat américain de 1983 à 1989.
Après son service dans la marine américaine, il est élu à la Chambre des représentants de Washington en 1956. Il est ensuite chef de file des républicains à la Chambre des représentants avant d'être élu gouverneur en 1964. Il fut réélu deux autres fois, en 1968 et en 1972. Décrit comme un républicain modéré, notamment sur les questions sociales et environnementales, il soutient Nelson Rockefeller pour l'investiture républicaine à la présidence en 1968 et refuse de soutenir Richard Nixon, bien qu'il prononce le discours d'ouverture de la Convention nationale républicaine de cette année-là.
Daniel J. Evans est considéré comme un candidat potentiel à la vice-présidence des États-Unis pendant son mandat de gouverneur, mais il n'est  pas choisi. En 1983, il est nommé au Sénat des États-Unis à la suite du décès de Henry M. Jackson, et est élu lors d'une élection spéciale en novembre et siège jusqu'en 1989, refusant de se représenter. Au moment de sa mort, il est l'ancien sénateur américain le plus âgé et le deuxième gouverneur américain le plus vieux.

## Biographie

### Jeunesse et éducation
Daniel J. Evans naît le 16 octobre 1925 à Seattle, Washington, de Daniel Lester Evans, ingénieur civil, et d'Irma (Ide) Evans, descendant d'une famille arrivée pour la première fois dans le territoire de Washington en 1859 ; son grand-père maternel avait servi dans l'un des premiers sénats d'État de Washington. Il est d’origine galloise. Il grandit dans le quartier de Laurelhurst et  fréquente la Roosevelt High School.
Dans sa jeunesse, Daniel J. Evans est un Eagle Scout, et travaille comme membre du personnel et maître de randonnée au Camp Parsons, un camp scout bien connu dans l'État de Washington. À l'âge adulte, il reçoit le Distinguished Eagle Scout Award des Boy Scouts of America en 1973.
Après la high school (en), il sert dans la marine américaine de 1943 à 1946. Il intègre d'abord le programme de formation du V-12 Navy College et est affecté à l'Université de Washington (UW), mais est transféré huit mois plus tard à un programme de formation des officiers de réserve à l'Université de Californie à Berkeley. Il ne participe pas aux combats ; il est déployé dans l'océan Pacifique peu après la fin de la Seconde Guerre mondiale, en tant qu'enseigne commissionné sur une succession de porte-avions, avant de retourner à l'UW en 1946.
Il est diplômé en génie civil de l'Université de Washington (Bachelor of Science, 1948; Master of Science, 1949),. Plus tard (en 2007), l'université de Washington lui décerne le titre d'Alumnus Summa Laude Dignitatus, la plus haute distinction que l'université confère à ses diplômés. Il retourné dans la marine américaine (1951-1953) avant de travailler comme ingénieur en structure, (1953-1956) ; à ce dernier titre, il participe à l'élaboration des plans du viaduc d'Alaskan Way.

### Carrière politique
Daniel J. Evans siège à la Chambre des représentants de l'État de Washington de 1957 à 1965 avant d'être élu gouverneur.
Bien qu'il soit républicain et conservateur autoproclamé, il se fait connaître pour les politiques libérales de son administration en matière d'environnement (il fonde le premier Département d'écologie de l'État de Washington au niveau de l'État, qui sert de modèle à Nixon pour la création de l'Agence de protection de l'environnement des États-Unis ) et pour son soutien résolu au système d'enseignement supérieur de l'État, notamment en fondant le système des Washington Community and Technical Colleges. En outre, il signe un projet de loi visant à légaliser l'avortement au cours des quatre premiers mois de grossesse et se bat sans succès pour un impôt sur le revenu au niveau de l'État, deux autres positions libérales,

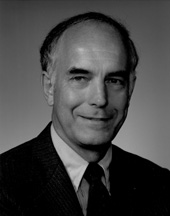
Daniel J. Evans en tant que sénateur des États-Unis, 1985.

#### Gouverneur de Washington de 1965 à 1977
Daniel J. Evans annonce sa campagne pour le poste de gouverneur en décembre 1963. Il est élu en 1964, battant le gouverneur démocrate sortant Albert Rosellini, et exerce son mandat jusqu'en 1977. Dans l'histoire de l'État de Washington, il est l'un des trois à être élus pour trois mandats, après Arthur B. Langlie et plus tard le gouverneur actuel Jay Inslee. Une étude réalisée en 1981 par l'Université du Michigan le désigne comme l'un des dix meilleurs gouverneurs américains du XXe siècle. Il renonce à se présenter pour un quatrième mandat en 1976. Jay Inslee rejoint Langlie et Evans, devenant le troisième gouverneur de Washington à exercer trois mandats avec sa réélection en 2020 . Le tueur en série Ted Bundy sert d'assistant de campagne pour Evans et entretient des relations étroites avec le gouverneur. Pendant la campagne de 1972, Bundy suit l'adversaire démocrate d'Evans dans tout l'État, enregistrant ses discours et les rapportant personnellement à Evans. Un petit scandale s'ensuit lorsque les démocrates découvrent l'existence de Bundy, qui s'était fait passer pour un étudiant.
De 1977 à 1983, Daniel J. Evans est le deuxième président du collège d'État Evergreen à Olympia (Washington), qu'il avait créé en 1967 en signant un acte législatif autorisant la formation du collège. Le plus grand bâtiment du campus Evergreen est nommé la bibliothèque Daniel J. Evans, en son honneur.
Evans est mentionné comme colistier potentiel de Richard Nixon en 1968, mais il refuse d'être pris en considération. Gerald Ford envisage de le nommer à la vice-présidence en 1974, après avoir succédé à Nixon à mi-mandat, et comme candidat potentiel à la vice-présidence pour l'élection de 1976.

#### Sénateur des États-Unis de 1983 à 1989
En 1983, le gouverneur John Spellman nomme Evans au Sénat des États-Unis, pour occuper le siège laissé vacant par le décès du sénateur de longue date Henry M. Jackson. Evans remporte une élection spéciale plus tard dans l'année contre Mike Lowry, et remplit le reste du mandat de Jackson, avant de se retirer de la vie politique après les élections de 1988,. Mécontent de son mandat au Sénat, il écrit dans une chronique de 1988 dans The New York Times Magazine que « le débat en est venu à consister en des discours prédéfinis lus devant une chambre largement vide » et ajoutant qu'il se sentait démoralisé par « les querelles et la paralysie prolongée »,.
Evans vote en faveur de loi faisant du Martin Luther King Jr. Day unjour férié fédéral , et de la loi de 1987 sur la restauration des droits civils (ainsi que pour passer outre au veto du président américain Ronald Reagan ),,. Evans vote en faveur de la nomination de Robert Bork à la Cour suprême des États-Unis, qui est rejetée par le Sénat américain.

### Fin de vie et mort
Après avoir quitté le Sénat en 1989, Daniel J. Evans fonde sa propre société de conseil, Daniel J. Evans Associates. Le gouverneur Mike Lowry le nomme au conseil d'administration de l'Université de Washington en 1993 ; Evans est président du conseil d'administration de 1996 à 1997 , et en 1999, l'Evans School of Public Policy and Governance de l'Université de Washington a est nommée en son honneur. Evans travaille également dans les médias, en réalisant un éditorial hebdomadaire sur les bulletins d'information de KIRO-TV du début au milieu des années 1990. En 2012, Evans est nommé directeur de l'Initiative pour le développement mondial. Son autobiographie est publiée en 2022. Evans devient l'ancien sénateur américain encore en vie le plus âgé après le décès de James L. Buckley en août 2023. Le 26 janvier 2024, sa femme depuis 64 ans, Nancy Bell, qu'il avait épousée en 1959, meurt à l'âge de 90 ans.
Daniel J. Evans meurt à son domicile à Seattle le 20 septembre 2024, à l'âge de 98 ans. Il était le dernier ancien sénateur américain encore vivant, né dans les années 1920,.

### Efforts de préservation de la nature sauvage
Daniel J. Evans était un scout dont les premières expériences de randonnée dans les montagnes olympiques ont nourri un amour de la nature sauvage qui lui a été transmis tout au long de sa vie,. Evans a soutenu la création par le Congrès du parc national des North Cascades en 1968. En tant que gouverneur, il a persuadé le président Gerald Ford de signer une loi de 1976 créant la réserve naturelle des lacs alpins, alors que le service forestier des États-Unis demandait un veto. En tant que sénateur américain, Evans a parrainé la loi sur la nature sauvage du parc Washington, d'une superficie d'un million d'hectares, et la législation créant la zone panoramique nationale de la gorge du fleuve Columbia,. En 1989, Evans a cofondé la Washington Wildlife and Recreation Coalition, avec Mike Lowry. En 2017, l'Olympic Wilderness du parc national olympique a été rebaptisé Daniel J. Evans Wilderness, en son honneur.

## Courses dans l'État de Washington
1983 : élection spéciale du Sénat américain à Washington
- Dan Evans (incumbent) – 672,326
- Mike Lowry – 540,981

Élection du gouverneur de l'État de Washington en 1972
- Dan Evans (incumbent) – 747,825
- Albert Rosellini – 630,613

Élection du gouverneur de l'État de Washington en 1968
- Dan Evans (incumbent) – 692,378
- John J. O'Connell – 560,262

Élection du gouverneur de l'État de Washington en 1964
- Dan Evans – 697,256
- Albert Rosellini (incumbent) – 548,692